# Давит Сеяум
Давит Сеяум Бирату (амх. ዳዊት ስዮም; род. 27 июля 1996, Фикке, регион Оромия, Эфиопия) — эфиопская легкоатлетка, специализирующаяся в беге на средние дистанции. Серебряный призёр чемпионата мира в помещении 2016 года в беге на 1500 метров. Чемпионка Африканских игр (2015). Чемпионка мира среди юниоров (2014). Финалистка летних Олимпийских игр 2016 года.

## Биография
Добившись первых побед на школьных соревнованиях в 14 лет (в беге на 200 и 800 метров), затем за три года прошла путь до одной из сильнейших юниорок мира на дистанции 1500 метров. В 2013 году в дебютном старте за сборную страны на юношеском чемпионате мира проиграла только соотечественнице Тигист Гашав и завоевала серебряную медаль. Месяц спустя на чемпионате Африки среди юниоров была уже первой, оставив Гашав на втором месте.
Была включена в команду для участия в чемпионате мира в помещении 2014 года, но не смогла поехать из-за проблем с визой.
Впервые пробежала 1500 метров быстрее четырёх минут в 17 лет: 8 июня 2014 года на соревнованиях в Марракеше она установила рекорд Эфиопии среди юниоров 3.59,53, который был почти на 10 секунд быстрее её лучшего результата в карьере. В продолжение летнего сезона выиграла золотую медаль юниорского чемпионата мира, а также финишировала второй на чемпионате Африки среди взрослых.
На чемпионате мира 2015 года остановилась в шаге от пьедестала, заняв четвёртое место с результатом 4.10,26. Выиграла золотую медаль Африканских игр, опередив ближайшую преследовательницу более чем на 2 секунды.
В 2016 году заняла второе место на чемпионате мира в помещении, уступив на финише только Сифан Хассан из Нидерландов. На Олимпийских играх в Рио-де-Жанейро вышла в финал бега на 1500 метров, где заняла восьмое место.

## Основные результаты
| Год  | Турнир                         | Место проведения             | Дисциплина | Место | Результат |
| ---- | ------------------------------ | ---------------------------- | ---------- | ----- | --------- |
| 2013 | Чемпионат мира среди юношей    | Донецк, Украина              | 1500 м     | 2-е   | 4.15,51   |
| 2013 | Чемпионат Африки среди юниоров | Бамбус, Маврикий             | 1500 м     | 1-е   | 4.09,00   |
| 2014 | Чемпионат мира среди юниоров   | Юджин, США                   | 1500 м     | 1-е   | 4.09,86   |
| 2014 | Чемпионат Африки               | Марракеш, Марокко            | 1500 м     | 2-е   | 4.10,92   |
| 2014 | Континентальный кубок          | Марракеш, Марокко            | 1500 м     | 3-е   | 4.07,61   |
| 2015 | Чемпионат Африки среди юниоров | Аддис-Абеба, Эфиопия         | 1500 м     | 1-е   | 4.15,94   |
| 2015 | Чемпионат мира                 | Пекин, Китай                 | 1500 м     | 4-е   | 4.10,26   |
| 2015 | Африканские игры               | Браззавиль, Республика Конго | 1500 м     | 1-е   | 4.16,69   |
| 2016 | Чемпионат мира в помещении     | Портленд, США                | 1500 м     | 2-е   | 4.05,30   |
| 2016 | Олимпийские игры               | Рио-де-Жанейро, Бразилия     | 1500 м     | 8-е   | 4.13,14   |